# Río Kan
El río Kan (del ruso: Кан) es un río de Rusia, afluente por la orilla derecha del Yeniséi, en Siberia.

## Geografía
El Kan riega el krai de Krasnoyarsk. Tiene una longitud de 629 km y drena una cuenca hidrográfica de 36.900 km². Nace en los flancos septentrionales de los montes Sayanes y fluye hacia el norte, a través de la ciudad de Kansk, a la que le da nombre. Se dirige entonces hacia el oeste, pasando por Zelenogorsk, para luego unirse al Yeniséi en Ust-Kan.

## Afluentes
- El afluente principal del Kan es el río Agul (Агул) que, proveniente del sudeste, confluye en la orilla derecha.
  - El río Kungús le da sus aguas al Agul por la orilla izquierda.
- El río Rybnaya es el principal afluente por la izquierda del Kan.

## Ciudades atravesadas
- Kansk
- Zelenogorsk
- Ust-Kan

## Hidrometría - Caudal mensual en Podporog
El Kan es un río muy irregular. Su caudal ha sido observado durante 49 años (1936-1988) en Podgorog, localidad situada a menos de diez kilómetros de su desembocadura en el Yeniséi, 60 km río abajo de Krasnoyarsk.
En Podgorog,el caudal internual medio observado en ese periodo de tiempo fue de 291 m³/s, para una superficie de drenaje de 36.800 km², lo que supone casi la totalidad de la cuenca hidrográfica del río. La láminade agua vertida sobre esta cuenca remonta a 250 mm por año, que puede ser consideraba como medianamente elevada.
Río bastante abundante, alimentado en gran parte por la fusión de las nieves y de los glaciares, el Kan es un río de régimen nivo-glacial, que presenta dos estaciones bien definidas y diferenciadas.
Las crecidas se desarrollan de finales de primavera a principios de otoño, de mediados de abril a principios de octubre, como una cima bien marcada en mayo-junio, lo que corresponde a la fusión de las nieves. La cuenca se beneficia de precipitaciones todo el año, particularmente en las altas cimas. Se vuelven en forma de lluvia en la temporada estival. Las lluvias y la continuación de la fusión explican que el caudal de julio a septiembre sea tan sostenido. De julio a otoño, el caudal traza una curva progresivamente descendente, que conduce al periodo de estiaje. Tiene lugar de noviembre a marzo incluido y corresponde al invierno de potentes heladas que extiende por toda Siberia. Aun así, el río conserva un caudal satisfactorio durante todo el año.
EL caudal medio mensual observado en marzo (mínimo de estiaje) es de 39.3 m³/s, lo que supone menmos del 5% del caudal emdio del mes de mayo, que es de 812 m³/s, lo que testimonia la amplitud importante de las variaciones estacionales, y la violencia de las crecidas de mayo. En el periodo de observación de 49 años, el caudal menusal mínimo ha sido de 23.7 m³/s (marzo de 1969), mientras que el caudal mensual máximo se elevaba a 1.780 m³/s en junio de 1966. Un caudal mensual inferior a los 20 m³/s es rarísimo en este río.
Caudales mensuales del Kan (en m³/s) medidos en al estación hidrométrica de Podgorog
Datos sobre 49 años